# Atos 19
Atos 19 é o décimo-nono capítulo dos Atos dos Apóstolos no Novo Testamento da Bíblia. Ele relata os eventos da terceira viagem missionária de  Paulo, iniciada no capítulo anterior, na cidade de Éfeso. Esta parte da terceira viagem ocorreu entre 53 e 55.

## Manuscritos
Atos 19 foi originalmente escrito em grego koiné e dividido em 41 versículos. Alguns dos manuscritos a conter o texto são:[carece de fontes?]
- Papiro 38 (ca. 250)
- Codex Vaticanus (325–350)
- Codex Sinaiticus (330–360)
- Codex Bezae (c. 400)
- Codex Alexandrinus (ca. 400–440)
- Codex Laudianus (ca. 550)

## Estrutura

### Paulo em Éfeso

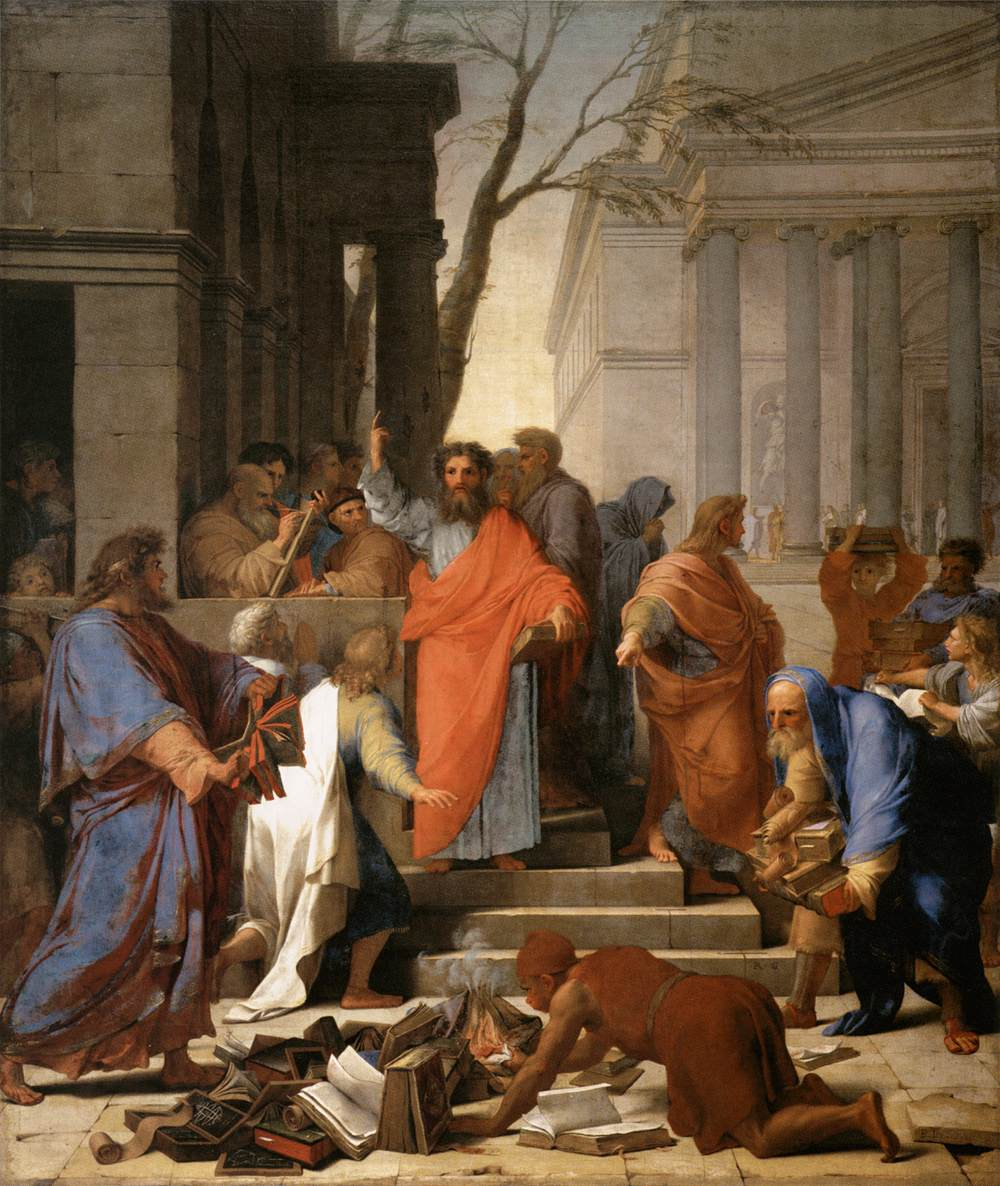
Paulo pregando em Éfeso e a queima de livros mágicos pelos convertidos, um dos episódios de Atos 19. Nesta pintura de 1649, por Eustache Le Sueur, atualmente no Louvre em Paris, os livros queimados apresentam figuras geométricas, aludindo a Galileu Galilei, que em 1623 afirmou que o livro da natureza é escrito na linguagem da geometria.

O relato de Atos 19 conta que Paulo passou primeiro em Éfeso e lá fez uma distinção entre o "batismo de João", como o que era conferido por Apolo segundo o capítulo anterior, e o "batismo em nome do Senhor Jesus", que ele próprio lhes conferiu impondo-lhes as mãos. Segundo o autor, «veio sobre eles o Espírito Santo, e falavam em diversas línguas e profetizavam.» (Atos 19:6)[carece de fontes?]
Paulo ficou três meses na cidade e converteu muitos.[carece de fontes?]

### Milagres e a história de Ceva
Andou pela região por dois anos e «todos os que habitavam na Ásia, tanto judeus como gregos, ouviram a Palavra do Senhor» (Atos 19:10). Em suas andanças, Paulo realizava muitos milagres e doentes de toda parte se ajuntavam onde quer que estivesse. Nesta época, sete "judeus exorcistas", filhos de Ceva, um dos principais sacerdotes judeus, tentaram curar invocando Jesus em nome de Paulo, mas acabaram feridos quando um homem "possuído por um espírito maligno" os atacou, um evento que ficou muito conhecido e só fez aumentar a fama de Paulo e a força do cristianismo. Alguns estudiosos lembram que não era raro que membros dos zadoquitas adotassem extra-oficialmente uma função de "sumo sacerdotes, o que pode explicar a presença de um deles em Éfeso. Porém, tendo como base o termo grego utilizado (em grego: περιερχομένων; romaniz.: perierchomenōn; "indo de lugar para lugar") em Atos 19:13, é mais provável que se tratasse de um exorcista itinerante. A tentativa de exorcismo praticada pelos sete filhos de Ceva, invocando o nome de Jesus, é similar à prática judaica, que remonta ao Testamento de Salomão, de invocar anjos para expulsar demônios.
Nesta época, muitos dos convertidos que antes exerciam "as artes máginas" queimaram seus preciosos livros, que, segundo o autor dos Atos dos Apóstolos, valiam cinquenta mil dracmas de prata (Atos 19:11–20).[carece de fontes?]

### Revolta em Éfeso
Passado este período, Paulo estava decidido a voltar para Jerusalém e desejava visitar Roma em seguida. Por isso, enviou Timóteo e Erasto para a Macedônia e ficou mais algum tempo em Éfeso. Foi quando então iniciou-se uma grande confusão provocada pelo ourives Demétrio, que estava perdendo muito dinheiro por conta das pregações de Paulo e dos cristãos, principalmente por que eles afirmavam «não serem deuses os que são feitos por mãos de homens» (Atos 19:26). Éfeso era, na época, onde estava localizado o grande Templo de Diana, uma das sete maravilhas do mundo antigo, e muita gente concordou, o que rapidamente provocou uma revolta popular. Dois companheiros de Paulo foram presos, Gaio e Aristarco, e o próprio Paulo quis se entregar, mas os discípulos não permitiram. Quando Alexandre tentou defender a causa dos cristãos, foi impedido pelo grito de «Grande é a Diana dos efésios!» (Atos 19:34) por mais de duas horas. Finalmente, o secretário conseguiu apaziguar a turba e afirmou que os prisioneiros não haviam cometido sacrilégio ou blasfêmia contra Diana, sendo pois inocentes. Se havia queixas comerciais, que procurassem os procônsules e os tribunais, uma vez que aquela assembleia era ilegal e poderia ser vista como crime de sedição. Finalmente a multidão se dispersou (Atos 19:23–41).[carece de fontes?]